# Goes pulverulentus
Goes pulverulentus là một loài bọ cánh cứng trong họ Cerambycidae.